# Cuenca Challenger 2007
Il Cuenca Challenger 2007 è stato un torneo di tennis facente parte della categoria ATP Challenger Series nell'ambito dell'ATP Challenger Series 2007. Il torneo si è giocato a Cuenca in Ecuador dal 16 al 22 luglio 2007 su campi in terra rossa.

## Vincitori

### Singolare
Leonardo Mayer ha battuto in finale  Thomaz Bellucci con il punteggio di 6–3, 6–2

### Doppio
Bruno Soares /  Marcio Torres hanno battuto in finale  Brian Dabul /  Eric Nunez 7–6(6), 3–6, [11-9]